# Dennis Kramer
Dennis Arvid Kramer (* 10. Januar 1992 in Köln; † 27. August 2023 nahe Barterode (Flecken Adelebsen)) war ein US-amerikanisch-deutscher Basketballspieler. Kramer begann nach dem Studium in den Vereinigten Staaten eine professionelle Karriere in seinem Geburtsland. Er bestritt 188 Spiele in der Basketball-Bundesliga.
Mit der deutschen Juniorennationalmannschaft erreichte Kramer bei der U20-Europameisterschaft 2011 einen fünften Platz. Er war ebenfalls deutscher A2-Nationalspieler.

## Leben und Karriere
Kramer war der Sohn von Arvid Kramer, der in Deutschland bei den Telekom Baskets Bonn als Spieler und später als Vereinsmanager lange Zeit wirkte, bevor er 2004 in die Vereinigten Staaten zurückkehrte. Dennis Kramer machte in den USA einen Abschluss an der La Costa Canyon High School in Encinitas und ging zum Studium an die nahegelegene University of San Diego, wo er für die Hochschulmannschaft Toreros ab 2010 in der West Coast Conference (WCC) der NCAA spielte. Während Kramers Zeit in San Diego wurden die Meisterschaften der WCC zwischen den Gaels des St. Mary’s College of California und den Bulldogs der Gonzaga University, in deren Reihen unter anderem der deutsche Jugend-Nationalspieler Elias Harris stand, ausgespielt. Die Toreros blieben ohne größere Erfolge und verpassten auch eine Teilnahme an einem landesweiten Postseason-Turnier der NCAA. In den Bestenlisten der Toreros stand Kramer bei seinem Studienende bei geblockten gegnerischen Würfen auf dem fünften Rang. Nachdem Kramer mit der deutschen U18-Nationalmannschaft bereits an der U18-Europameisterschaft 2010 teilgenommen hatte, erzielte er mit der deutschen Junioren-Nationalmannschaft bei der U20-Europameisterschaft 2011 einen beachtlichen fünften Platz.
Nach dem Studienende 2014 begann Kramer eine professionelle Karriere und kehrte in sein Geburtsland zurück, wo er einen Vertrag bei den Brose Baskets aus Bamberg unterschrieb. Hier spielte er mit Doppellizenz insbesondere für das Bamberger „Farmteam“ Bike-Café Messingschlager aus Baunach in der zweithöchsten Spielklasse ProA. Nachdem er für Bamberg bis dahin keinen Einsatz absolviert hatte, wechselte er Anfang November 2014 zum Erstligakonkurrenten TBB Trier, bei dem ein Spieler verletzungsbedingt ausgefallen war. Er absolvierte 25 Bundesliga-Spiele für Trier. 2015 war er mit der deutschen A2-Nationalmannschaft Teilnehmer der Sommer-Universiade 2015 in Gwangju und gewann bei der Veranstaltung die Silbermedaille. Kramer nahm zur Saison 2015/16 das Angebot eines weiteren Bundesligisten, der EWE Baskets Oldenburg, an.
Im Juni 2017 wechselte Kramer von Oldenburg zum niedersächsischen Bundesliga-Konkurrenten BG Göttingen, für den er bis 2021 spielte. 2022 wurde er Mitglied der Regionalligamannschaft ASC 46 Göttingen.
Kramer kam im August 2023 im Alter von 31 Jahren bei einem Autounfall nahe Barterode (Flecken Adelebsen) ums Leben.